# Stardust: The Great American Songbook III
Stardust: The Great American Songbook III é o vigésimo segundo álbum de estúdio do cantor Rod Stewart, lançado a 12 de Outubro de 2004.
É o terceiro disco que compila os êxitos da música da era pré-rock norte-americana.

## Faixas
1. "Embraceable You" (George Gershwin, Ira Gershwin) – 3:30
2. "For Sentimental Reasons" (William Best, Deek Watson) – 3:01
3. "Blue Moon" (com Eric Clapton) (Richard Rodgers, Lorenz Hart) – 4:05
4. "What a Wonderful World" (com Stevie Wonder) (Bob Thiele, George David Weiss) – 4:30
5. "Stardust" (Hoagy Carmichael, Mitchell Parish) – 4:01
6. "Manhattan" (dueto com Bette Midler) (Rodgers, Hart) – 2:53
7. "'S Wonderful" (G. Gershwin, I. Gershwin) – 3:24
8. "Isn't It Romantic?" (Rodgers, Hart) – 3:50
9. "I Can't Get Started" (Vernon Duke, I. Gershwin) – 3:23
10. "But Not for Me" (G. Gershwin, I. Gershwin) – 3:22
11. "A Kiss to Build a Dream on" (Oscar Hammerstein II, Bert Kalmar, Harry Ruby) – 3:13
12. "Baby, It's Cold Outside" (dueto com Dolly Parton) (Frank Loesser) – 3:51
13. "Night and Day" (Cole Porter) – 3:08
14. "A Nightingale Sang in Berkeley Square" (Eric Maschwitz, Manning Sherwin) – 4:03
15. "You Belong to Me" (Pee Wee King, Chilton Price, Redd Stewart) (Faixa bónus na versão Japonesa) - 3:12
16. "Smile" (Charlie Chaplin, Geoffrey Claremont Parsons, James Phillips) (Faixa bónus na versão Japonesa) – 3:13

## Paradas
| Paradas (2004)      | Posição |
| ------------------- | ------- |
| Billboard 200       | 1       |
| Top Canadian Albums | 1       |
| Top Internet Albums | 1       |